# Сіраї Хіроюкі
Хіроюкі Сіраї (яп. 白井博幸, нар. 17 червня 1974, Сідзуока) — японський футболіст, що грав на позиції захисника.
Виступав, зокрема, за клуби «Сімідзу С-Палс» та «Сьонан Бельмаре», а також олімпійську збірну Японії.

## Клубна кар'єра
У дорослому футболі дебютував 1993 року виступами за команду «Сімідзу С-Палс», в якій провів чотири сезони, взявши участь у 43 матчах чемпіонату. 
Після цього Сіраї по сезону провів в інших клубах Джей-ліги «Верді Кавасакі» та «Сересо Осака».
2000 року став гравцем клубу «Сьонан Бельмаре» з другого дивізіону Джей-ліги. Відіграв за команду з Хірацуки наступні шість сезонів своєї ігрової кар'єри. Більшість часу, проведеного у складі «Сьонан Бельмаре», був основним гравцем захисту команди.
Протягом сезонів 2006 і 2007 років захищав кольори клубу «Вегалта Сендай».
Завершив професійну ігрову кар'єру у нижчоліговому клубі «Рюкю», за який недовго виступав протягом сезону 2008 року.

## Виступи за збірну
1996 року у складі національної збірної Японії був учасником футбольного турніру на Олімпійських іграх, де японці не змогли вийти з групи.

## Статистика
| Чемпіонат | Чемпіонат         | Чемпіонат            | Ліга | Ліга | Кубок            | Кубок            | Кубок ліги      | Кубок ліги      | Всього | Всього |
| Сезон     | Клуб              | Ліга                 | Ігри | Голи | Ігри             | Голи             | Ігри            | Голи            | Ігри   | Голи   |
| Японія    | Японія            | Японія               | Ліга | Ліга | Кубок Імператора | Кубок Імператора | Кубок Джей-ліги | Кубок Джей-ліги | Всього | Всього |
| --------- | ----------------- | -------------------- | ---- | ---- | ---------------- | ---------------- | --------------- | --------------- | ------ | ------ |
| 1993      | «Сімідзу С-Палс»  | Джей-ліга            | 0    | 0    | 0                | 0                | 1               | 0               | 1      | 0      |
| 1994      | «Сімідзу С-Палс»  | Джей-ліга            | 14   | 1    | 1                | 0                | 0               | 0               | 15     | 0      |
| 1995      | «Сімідзу С-Палс»  | Джей-ліга            | 24   | 1    | 1                | 0                | -               | -               | 25     | 1      |
| 1996      | «Сімідзу С-Палс»  | Джей-ліга            | 5    | 0    | 0                | 0                | 1               | 0               | 6      | 0      |
| 1997      | «Верді Кавасакі»  | Джей-ліга            | 17   | 0    | 1                | 0                | 2               | 0               | 20     | 0      |
| 1998      | «Сересо Осака»    | Джей-ліга            | 21   | 0    | 0                | 0                | 4               | 0               | 25     | 0      |
| 2000      | «Сьонан Бельмаре» | Джей-ліга 2 (ІІ)     | 21   | 0    | 0                | 0                | 1               | 0               | 22     | 0      |
| 2001      | «Сьонан Бельмаре» | Джей-ліга 2 (ІІ)     | 15   | 0    | 0                | 0                | 1               | 0               | 16     | 0      |
| 2002      | «Сьонан Бельмаре» | Джей-ліга 2 (ІІ)     | 33   | 0    | 3                | 0                | -               | -               | 36     | 0      |
| 2003      | «Сьонан Бельмаре» | Джей-ліга 2 (ІІ)     | 30   | 2    | 4                | 0                | -               | -               | 34     | 2      |
| 2004      | «Сьонан Бельмаре» | Джей-ліга 2 (ІІ)     | 17   | 0    | 1                | 0                | -               | -               | 18     | 0      |
| 2005      | «Сьонан Бельмаре» | Джей-ліга 2 (ІІ)     | 10   | 0    | 0                | 0                | -               | -               | 10     | 0      |
| 2006      | «Вегалта Сендай»  | Джей-ліга 2 (ІІ)     | 19   | 0    | 0                | 0                | -               | -               | 19     | 0      |
| 2007      | «Вегалта Сендай»  | Джей-ліга 2 (ІІ)     | 12   | 0    | 1                | 0                | -               | -               | 13     | 0      |
| 2008      | «Рюкю»            | Футбольна ліга (ІІІ) | 3    | 0    | -                | -                | -               | -               | 3      | 0      |
| Всього    | Всього            | Всього               | 241  | 4    | 12               | 0                | 10              | 0               | 263    | 4      |

## Титули і досягнення
- Володар Кубка Джей-ліги (1):

«Сімідзу С-Палс»: 1996